# Натан (син Давида)
Натан (івр. נתן) — третій син (з чотирьох) юдейського царя Давида від його улюбленої дружини Вірсавії, що народився в Єрусалимі (згадується в Біблії у 1 Хронік 3:5 та в Луки 3:31 в родоводі Ісуса). В Першій книзі Хронік 3:5, коли мова йде про синів Давида, він згадується третім серед чотирьох синів Вірсавії, з якою Давид вчинив перелюб а пророк Натан йому за це докорив. Можливо Давид назвав свого сина в честь того ж пророка:
| А оце були Давидові сини, що народилися йому в Хевроні: первороджений Амнон, від їзреелітянки Ахіноам; другий Даниїл, від кармелітянки Авіґаїл; третій Авесалом, син Маахи, дочки Талмая, царя ґешурського; четвертий Адонійя, син Хаґґіт; п'ятий Шефатія, від Авітал; шостий °треам, від жінки його Еґли; шестеро народжено йому в Хевроні. І царював він там сім років і шість місяців, а тридцять і три роки царював в Єрусалимі. А оці народилися йому в Єрусалимі: Шім'а, і Шовав, і Натан, і Соломон, четверо від Вірсавії, Амміїлової дочки, і Ївхар, і Елішама, і Еліфалет, і Ноґаг, і Нефеґ, і Яфія, і Елішама, і Еліяда, і Еліфелет, дев'ятеро. Усе це Давидові сини, окрім синів наложниць та сестри їх Тамари. |